# Reserva do Iguaçu
Reserva do Iguaçu is een gemeente in de Braziliaanse deelstaat Paraná. De gemeente telt 7.449 inwoners (schatting 2009).

## Aangrenzende gemeenten
De gemeente grenst aan Coronel Domingos Soares, Foz do Jordão, Mangueirinha en Pinhão.

## Galerij

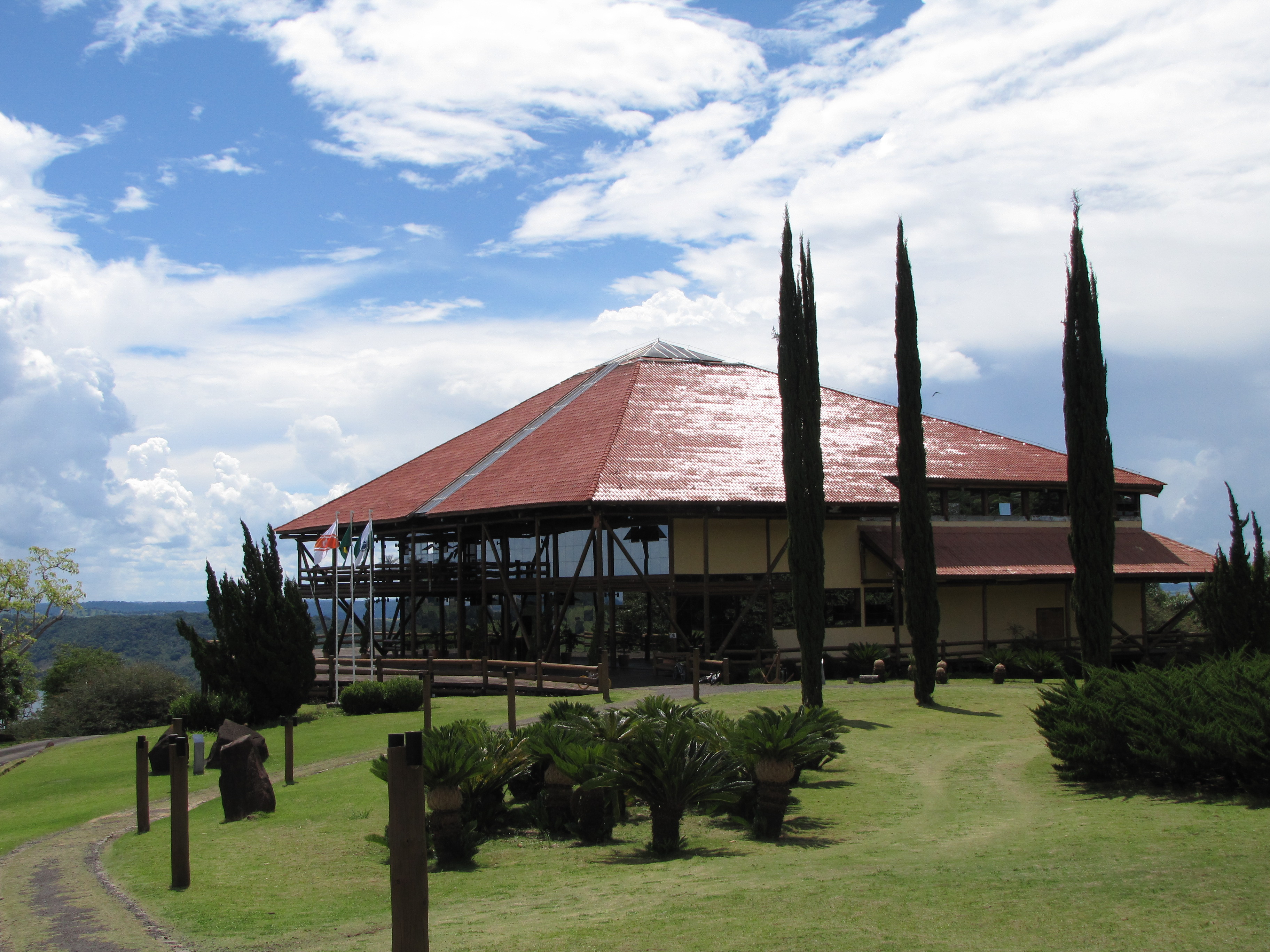
Regionaal museum van Iguaçu
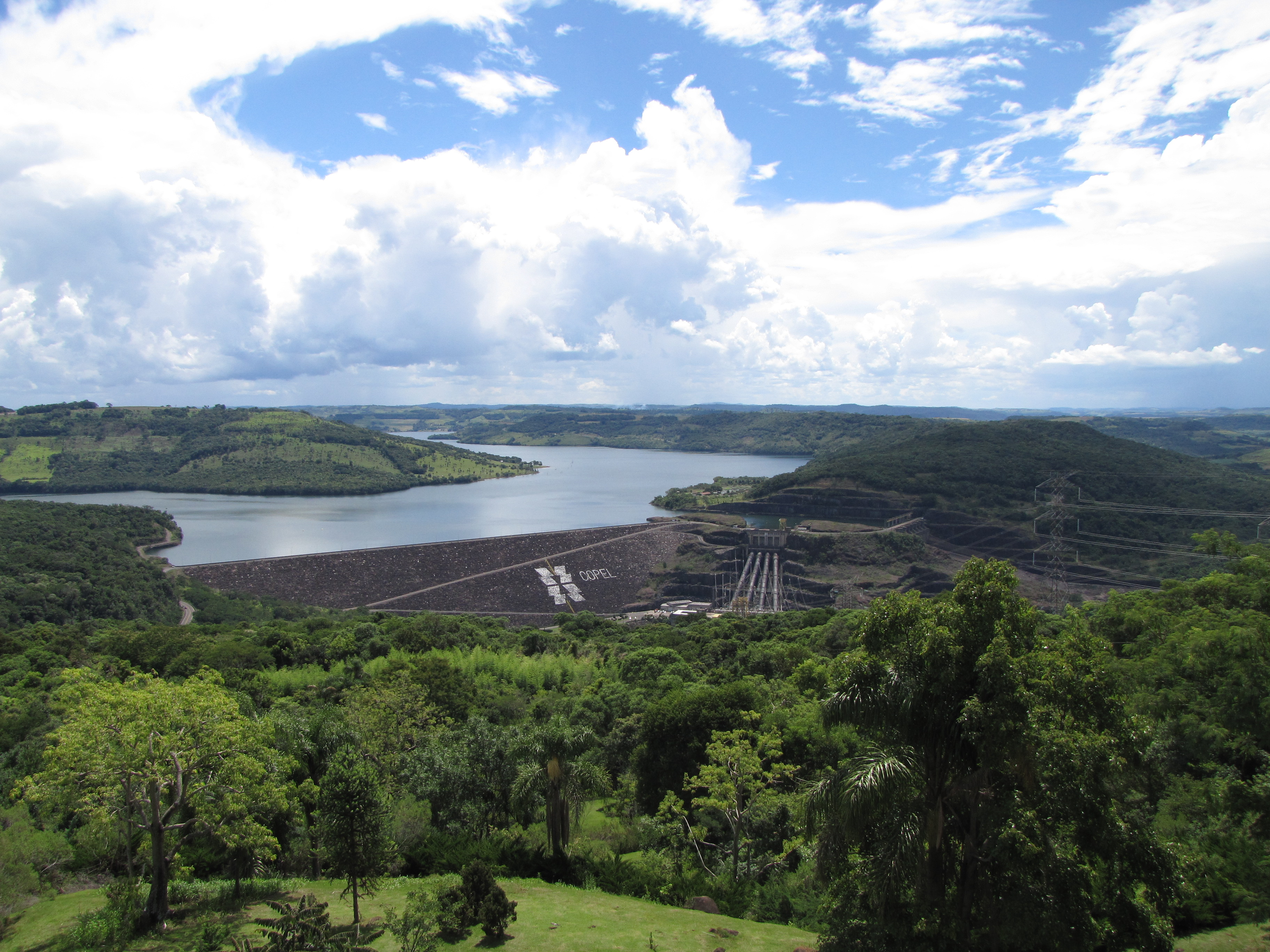
Segredo